# Dordogne (řeka)
Dordogne je řeka v jihozápadní Francii (Auvergne-Rhône-Alpes, Nová Akvitánie, Okcitánie). Její celková délka je 483 km. Plocha povodí měří 23 957 km². Jméno řeky vzniklo z původního názvu Durānius, jenž byl odvozen z kořenu dur-, dor- z doby před osídlením Keltů (podobně jako název řeky Durance). Od 11. července 2012 je celé povodí řeky Dordogne Biosférickou rezervací UNESCO.

## Průběh toku
Řeka vzniká na svahu vrcholu Puy de Sancy v severní části masívu Monts Dore ve Francouzském středohoří v nadmořské výšce 1366 m soutokem dvou zdrojnic – potoků Dore a Dogne. Teče zhruba jihozápadním směrem. Na horním a středním toku protéká Francouzským středohořím a na dolním toku Garonskou nížinou. Poblíž Bordeaux se vlévá zprava do Garonny se kterou vytváří společné ústí zvané estuár Gironde.

### Přítoky
Nejvýznamnější přítoky jsou Vézère a Isle.

## Vodní režim
Na jaře a na podzim má nejvíce vody. V zimě dochází k samostatným povodním, které jsou způsobeny otepleními a dešti. V létě je vodní stav nejnižší. Průměrný průtok vody činí 380 m³/s. Na dolním toku lze pozorovat tzv. vzdouvání, přílivovou vlnu šířící se proti proudu poté, co ústí řeky je zasaženo přílivem moře.

## Využití
Vodní doprava je možná pro námořní lodě do města Libourne. Řeka byla přehrazena deseti přehradami a byly na ní zprovozněny 4 velké vodní elektrárny a několik menších. Na řece leží města Bergerac, Libourne.